# Dekapierung
Die Dekapierung (französisch decapage = abtragen) ist eine Vorbehandlung zur Beschichtung oder Eloxierung von Metallteilen. Wenn Werkstücke aus einem Bad entnommen werden, in dem sie zuvor entfettet wurden, muss anhaftende alkalische Badlösung abgespült werden, damit nachfolgende Prozesse  nicht geschädigt werden. Laugen sind jedoch wesentlich schwieriger zu entfernen als Säuren. Um Lauge einer Entfettung von der Oberfläche zu entfernen, taucht man in eine verdünnte Säurelösung (5–10 % Salzsäure oder Schwefelsäure). Damit erreicht man eine Neutralisation der Oberfläche. Die schwache Säure kann einfach abgespült werden. Insbesondere müssen Oxide, Carbonate, Silikate und Sulfide entfernt werden, damit die Beschichtung gut am Metall haftet. Diese Dekapierung wird auch Aktivierung genannt.